# 台北電影獎最佳美術設計
台北電影獎最佳美術設計是由臺北市政府文化局的臺北市文化基金會在臺灣台北電影節舉辦的獎項。1998年以「最佳藝術指導」為名頒發獎項，2002年與最佳造型設計合併為「美術及造型獎」。2007年以「評審團特別獎」獎勵《穿牆人》的美術設計湯濰瑄、張耿華。2008年至2009年頒發「劇情長片最佳美術」，2010年取消劇情長片的限制；2011年更名為「最佳藝術設計」；2013年與其他技術獎合併為「最佳整體技術獎」；2014年起獨立頒發，成為常設獎項。

## 入圍暨得獎名單
|  | 獲獎者 |

| 年份 （屆次）      | 片名                   | 姓名 |
| ------------------ | ---------------------- | ---- |
| 1998 （第1屆）     |                        |      |
| 《海上花》         | 黃文英                 |      |
| 2002 （第4屆）     |                        |      |
| 《空中花園》       | 湯淑芬                 |      |
| 2008 （第10屆）    |                        |      |
| 《囧男孩》         | 翁桂邦                 |      |
| 2009 （第11屆）    |                        |      |
| 《一席之地》       | 黃美清                 |      |
| 2010 （第12屆）    |                        |      |
| 《艋舺》           | 黃美清、陳柏任         |      |
| 2011 （第13屆）    |                        |      |
| 《飛魚》           | 曾嘉琪                 |      |
| 2013 （第15屆）    |                        |      |
| 《南方小羊牧場》   | 蔡珮玲                 |      |
| 2014 （第16屆）    |                        |      |
| 《總舖師》         | 黃美清                 |      |
| 2015 （第17屆）    |                        |      |
| 《軍中樂園》       | 黃美清                 |      |
| 2017 （第19屆）    |                        |      |
| 《大佛普拉斯》     | 趙思豪                 |      |
| 2018 （第20屆）    |                        |      |
| 《范保德》         | 黃文英、王誌成         |      |
| 2019 （第21屆）    |                        |      |
| 《當 一個人》      | 黃勻弦                 |      |
| 《老大人》         | 李天爵、廖文鈴         |      |
| 《切小金家的旅館》 | 郭布                   |      |
| 《幸福城市》       | 廖晏舟、廖建安         |      |
| 《寒單》           | 霍達華                 |      |
| 2020 （第22屆）    |                        |      |
| 《返校》           | 王誌成                 |      |
| 《江湖無難事》     | 葉子瑋                 |      |
| 《灼人秘密》       | 郭志達                 |      |
| 《菠蘿蜜》         | 翁定洋、孫詠釗         |      |
| 《親愛的房客》     | 陳柏任                 |      |
| 2021 （第23屆）    |                        |      |
| 《同學麥娜絲》     | 趙思豪                 |      |
| 《詭祭》           | Elsje de Bruijn        |      |
| 《怪胎》           | 吳忠憲                 |      |
| 《廢棄之城》       | 郭景洲                 |      |
| 《緝魂》           | 黃美清、梁碩麟、廖惠麗 |      |
| 2022 （第24屆）    |                        |      |
| 《咒》             | 陳若宇                 |      |
| 《不想一個人》     | 陳柏任                 |      |
| 《月老》           | 王誌成                 |      |
| 《美國女孩》       | 陳昱璇                 |      |
| 《夢遊樂園》       | 王誌成、楊雅珺         |      |
| 2023 （第25屆）    |                        |      |
| 《疫起》           | 黃美清、塗碩峯         |      |
| 《一家子兒咕咕叫》 | 張軼峰                 |      |
| 《我心我行》       | 翁定洋                 |      |
| 《哈勇家》         | 姚國禎                 |      |
| 《查無此心》       | 葉子瑋                 |      |
| 2024 （第26屆）    |                        |      |
| 《（真）新的一天》 | 黃美清、楊傳信         |      |
| 《八戒》           | 鍾侑軒、許正昊         |      |
| 《回收場的夏天》   | 詹欣怡                 |      |
| 《老狐狸》         | 王誌成、尤麗雯         |      |
| 《周處除三害》     | 梁碩麟                 |      |
| 2025 （第27屆）    |                        |      |
| 《河鰻》           | 張軼峰                 |      |
| 《回收場的夏天》   | 蔡珮玲                 |      |
| 《白衣蒼狗》       | 葉子瑋                 |      |
| 《鬼才之道》       | 王誌成、梁碩麟         |      |
| 《優雅的相遇》     | 唐嘉宏                 |      |

## 外部連結
- 官方网站（中文）（英文）
- 台北電影節的Facebook專頁
- 台北電影節的Instagram帳戶
- YouTube上的台北電影節頻道